# Дамы для досуга
«Дамы для досуга» (англ. Ladies of Leisure) — кинофильм режиссёра Фрэнка Капры, вышедший на экраны в 1930 году. Лента основана на пьесе Милтона Герберта Гроппера «Дамы на вечер» (англ. Ladies of the Evening, 1924). Фильм принёс известность исполнительнице главной роли Барбаре Стэнвик.

## Сюжет
Кэй Арнольд — обычная «девушка на вечер», зарабатывающая на жизнь посещением вечеринок и флиртом с состоятельными мужчинами. Однажды после очередной вечеринки она знакомится с молодым художником Джерри Стронгом, который приглашает её позировать. Поскольку Джерри — сын бывшего губернатора и завидный жених, Кэй не может упустить такую возможность. Однако даже по прошествии нескольких недель общения художник, по-видимому, интересуется только работой и довольно сурово обращается с девушкой. Несмотря на это, Кэй постепенно влюбляется в Джерри...

## В ролях
- Барбара Стэнвик — Кэй Арнольд
- Ральф Грейвз — Джерри Стронг
- Лоуэлл Шерман — Билл Стэндиш
- Мари Прево — Дот Ламар
- Нэнс О’Нил — миссис Стронг
- Джордж Фосетт — Джон Стронг
- Джульет Комптон — Клэр Коллинз
- Джонни Уокер — Чарли